# Euglossa retroviridis
Euglossa retroviridis är en biart som beskrevs av Robert Louis Dressler 1982. Euglossa retroviridis ingår i släktet Euglossa, tribus orkidébin, och familjen långtungebin. Inga underarter finns listade.

## Beskrivning
Som hos många andra orkidébin har endast hanen studerats. Han är övervägande blåviolett med de tre sista tergiterna (ovansidans bakkroppssegment) klargröna. Munskölden är mörkblå till blågrön, och ansiktet har tunna, elfenbensvita markeringar. Kroppslängden uppgår till drygt 11 mm.

## Ekologi
Som alla orkidébin attraheras hanarna av luktande ämnen, främst hos orkidéer, och är därför lätta att fånga med syntetiska dofter. Euglossa retroviridis har konstaterats pollinera blommor från släktena Coryanthes, Gongora och Notylia. Av syntetiska doftämnen lockas den främst till metylcinnamat och skatol.

## Utbredning
Arten förekommer i norra Sydamerika söderut till Peru och södra Brasilien (delstaten Espirito Santo). Den är vanligt förekommande i sitt utbredningsområde.